# روهن
روهن (به آلمانی: Rühen) یک شهر در آلمان است که در گیفهورن واقع شده‌است. روهن ۴٬۸۶۶ نفر جمعیت دارد.